# Phylloniscus braunsi
Phylloniscus braunsi is een pissebed uit de familie Titaniidae. De wetenschappelijke naam van de soort is voor het eerst geldig gepubliceerd in 1903 door Purcell.